# Forntida astronauter

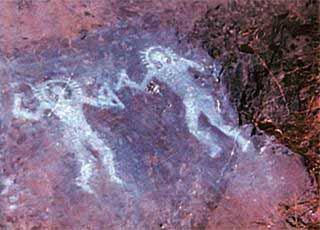
Teorins anhängare menar att hällristningar som denna i Italien föreställer rymdfarare iklädda sina rymddräkter.

Forntida astronauter eller forntida rymdfarare är en kontroversiell hypotes som lagts fram av olika författare, varav de mest kända är Erich von Däniken och Zecharia Sitchin. Förespråkarna menar att jorden under sin forntid har haft besök av avancerade utomjordingar som också ska haft ett stort och avgörande inflytande på utvecklingen av den mänskliga civilisationen.
Anhängarna till denna hypotes pekar bland annat på pyramiderna, Stonehenge och de så kallade Nascalinjerna, och menar att dessa var alldeles för komplicerade för att kunna byggas med den tidens teknologi. Religiösa berättelser och myter betraktas som kvarlämnade traditioner från möten mellan forntidens människor och avancerade civilisationer.